# Психрометр
Психро́метр (др.-греч. ψυχρός — холодный), или гигрометр психрометри́ческий — содержащее сухой и смоченный термометры устройство для косвенного измерения влажности газов, прежде всего воздуха, по понижению температуры смоченного твёрдого тела — датчика температуры; влажность газа вычисляют посредством психрометрической формулы по разности температур сухого и смоченного термометров.

## Принцип действия
Испарение воды приводит к её охлаждению, тем большему, чем меньше влажность воздуха, контактирующего с водой. По разнице температур воздуха (называемой в психрометрии температурой сухого термометра) и поверхностного слоя воды (называемой температурой влажного термометра, или температурой смоченного термометра, или температурой мокрого термометра) можно определить влажность воздуха. При этом приходится учитывать то обстоятельство, что испарившаяся влага остаётся в окрестностях датчика температуры (например, колбы влажного жидкостного термометра), локально увеличивая там влажность воздуха. Для устранения этого эффекта при измерении влажности применяют аспирацию, обдувая термометры анализируемым газом (воздухом).
Относительная влажность воздуха {\displaystyle \varphi }, %, отражает степень насыщения воздуха парами воды и равна по определению
{\displaystyle \varphi \equiv 100{\frac {d}{d_{s}}}},
где {\displaystyle d} — абсолютная влажность воздуха (парциальная плотность водяного пара во влажном воздухе, массовая концентрация водяных паров в воздухе) при температуре сухого термометра {\displaystyle t}; {\displaystyle d_{s}} — наибольшая достижимая абсолютная влажность воздуха, то есть плотность насыщенного водяного пара при температуре {\displaystyle t}.
Рассматривая водяной пар как идеальный газ, отношение плотностей можно заменить отношением давлений и получить часто используемую приближённую формулу, с практической точки зрения эквивалентную предыдущей:
{\displaystyle \varphi =100{\frac {P}{P_{s}}}},
в которой {\displaystyle P} — парциальное давление паров воды в воздухе при температуре {\displaystyle t}; {\displaystyle P_{s}} — давление насыщенного водяного пара при этой температуре. Значение относительной влажности может изменяться от 0 для сухого воздуха до 100 % для насыщенного влагой воздуха.
Для вычисления абсолютной влажности воздуха используют формулу Реньо
{\displaystyle d=d_{w}-\alpha \cdot B\left(t-t_{w}\right)},
из которой следует выражение для относительной влажности воздуха с температурой {\displaystyle t}:
{\displaystyle \varphi =100\left({\frac {d_{w}}{d_{s}}}-\alpha \cdot B{\frac {t-t_{w}}{d_{s}}}\right)}.
Здесь {\displaystyle t} и {\displaystyle t_{w}} — температуры соответственно сухого и влажного термометров, °С; {\displaystyle d_{s}} — плотность насыщенного водяного пара при температуре сухого термометра, г/м³; {\displaystyle d_{w}} — плотность насыщенного водяного пара при температуре влажного термометра, г/м³; {\displaystyle B} — атмосферное давление, мм рт. ст.; {\displaystyle \alpha } — психрометрический коэффициент, равный 0,00128 для неподвижного воздуха, 0,0011 для подвижного воздуха и 0,00074 для свободной атмосферы. Зависимость психрометрического коэффициента {\displaystyle \alpha } от скорости движения воздуха {\displaystyle v}, м/c, даёт формула Зворыкина:
{\displaystyle \alpha =10^{-6}\left(593.1+{\frac {135.1}{\sqrt {v}}}+{\frac {48}{v}}\right)}.
Поскольку температура датчика влажного термометра меньше температуры окружающего воздуха, то возле него имеет место небольшое локальное движение воздуха ({\displaystyle v\neq 0}) и психрометрический коэффициент не обращается в бесконечность, как это следует из формулы Зворыкина для {\displaystyle v=0}, а равен указанной выше конечной величине.
Численное значение психрометрического коэффициента зависит от выбора единиц измерения давления, поэтому в данной статье единообразия ради пришлось повсеместно применить внесистемную единицу измерения давления — мм рт. ст., использованную в тех источниках, откуда заимствованы значения {\displaystyle \alpha }.
Значения психрометрических коэффициентов для различных скоростей движения воздуха приведены ниже.
| Скорость движения воздуха, м/с | Значение психрометрического коэффициента / полученное по формуле Зворыкина | Особенности микроклимата в помещении / вне помещения        |
| ------------------------------ | -------------------------------------------------------------------------- | ----------------------------------------------------------- |
| 0,13                           | 0,00130 / 0,00134                                                          | вентиляция отсутствует / штиль                              |
| 0,16                           | 0,00120 / 0,00123                                                          | — / —                                                       |
| 0,20                           | 0,00110 / 0,00114                                                          | естественная вентиляция без сквозняков / —                  |
| 0,30                           | 0,00100 / 0,00100                                                          | — / —                                                       |
| 0,40                           | 0,00090 / 0,00093                                                          | едва заметное движение воздуха / кажущееся отсутствие ветра |
| 0,50                           | — / 0,00088                                                                | — / —                                                       |
| 0,60                           | — / 0,00085                                                                | — / —                                                       |
| 0,80                           | 0,00080 / 0,00080                                                          | — / небольшой ветер                                         |
| 1,00                           | — / 0,00077                                                                | — / —                                                       |
| 2,00                           | — / 0,00071                                                                | — / —                                                       |
| 2,30                           | 0,00070 / 0,00070                                                          | — / умеренный ветер                                         |
| 3,00                           | 0,00069 / 0,00069                                                          | — / —                                                       |
| 4,00                           | 0,00067 / 0,00067                                                          | — / сильный ветер                                           |
| 5,00                           | — / 0,00066                                                                | — / —                                                       |

Для аспирационных психрометров при вычислении относительной влажности воздуха может быть использована формула Шпрунга, получаемая из формулы Реньо подстановкой в неё значения психрометрического коэффициента, соответствующего скорости движения воздуха 5 м/с. Из формулы Шпрунга следует выражение для вычисления относительной влажности воздуха при указанной скорости его движения:
{\displaystyle \varphi =100\left({\frac {d_{w}}{d_{s}}}-0,000662\cdot B{\frac {t-t_{w}}{d_{s}}}\right)}.
Значения {\displaystyle d_{s}} и {\displaystyle d_{w}} берут из справочной литературы (в справочных данных часто указывают не плотность водяного пара, а обратную ей величину — удельный объём насыщенного водяного пара), вычисляют с помощью онлайн-калькуляторов или, полагая водяной пар идеальным газом, находят посредством уравнения состояния идеального газа. В последнем случае используют соотношение, связывающее плотность насыщенного водяного пара, г/м³, с его парциальным давлением, мм рт. ст., и температурой, °С:
{\displaystyle d_{w}={\frac {288.97\cdot P_{w}}{273.15+t_{w}}}},
{\displaystyle d_{s}={\frac {288.97\cdot P_{s}}{273.15+t}}},
а парциальное давление, мм рт. ст., для выраженных в °С температур воздуха вычисляют по модифицированному уравнению Бака, заимствованному из статьи Относительная влажность и отличающемуся от оригинального результата Бака, приведённого в статье Relative humidity:
{\displaystyle P_{w}=4.5845\exp \left({\frac {t_{w}\left(18.678-{\frac {t_{w}}{234.5}}\right)}{257.14+t_{w}}}\right)},
{\displaystyle P_{s}=4.5845\exp \left({\frac {t\left(18.678-{\frac {t}{234.5}}\right)}{257.14+t}}\right)}.
При необходимости по значениям относительной влажности можно найти абсолютную влажность воздуха, а также температуру точки росы посредством онлайн-калькулятора или по формулам и таблице, приведённым в статье Точка росы.

## Устройство
Простейший статический психрометр Августа состоит из двух одинаковых спиртовых термометров, расположенных на расстоянии 4—5 см друг от друга. Один термометр — обычный для измерения температуры воздуха (сухой термометр), а второй имеет устройство увлажнения: спиртовая колба влажного (мокрого) термометра обёрнута 1—2 слоями тканевой (батист, шифон, марля) ленты, один конец которой находится в резервуаре с водой. Воду желательно использовать дистиллированную или, в крайнем случае, кипячёную, чтобы замедлить отложение солей, ведущее к забиванию капилляров ленты и её быстрому пересыханию. На способность ткани к смачиванию колбы термометра влияет также запыленность воздуха; ткань заменяют по мере того, как она теряет гигроскопичность. За счёт капиллярного эффекта ткань непрерывно увлажняет колбу термометра; вследствие испарения влаги увлажнённый термометр охлаждается. Снимают показания сухого и влажного термометров и находят относительную влажность воздуха либо по психрометрической таблице, либо по номограмме — психрометрическому графику (психрометрической диаграмме), либо с помощью онлайн-калькулятора. При относительной влажности, равной 100 %, вода вообще не будет испаряться и показания обоих термометров будут одинаковы. При точных измерениях в случае отклонения атмосферного давления от номинального либо учитывают поправку к полученным по психрометрической таблице результатам, либо выполняют расчёт по формуле Реньо. Конструкция психрометра может включать в себя вентилятор для обдува воздухом обоих термометров. Скорость обдува обычно составляет 0,5—2,0 м/с; для психрометров, устанавливаемых в воздуховодах, скорость обдува может достигать 8 м/с. К каждому психрометру прилагается психрометрическая таблица и/или график, учитывающие особенности конкретной серии приборов и призванные выдавать возможно более достоверные результаты замеров относительной влажности.

## Виды психрометров
Современные небытовые психрометры можно разделить на три категории: станционные, аспирационные и дистанционные. В станционных психрометрах термометры закреплены на специальном штативе в метеорологической будке. Основной недостаток станционных психрометров — зависимость показаний увлажнённого термометра от скорости воздушного потока в будке. Основной станционный психрометр — психрометр Августа.
В аспирационном психрометре (например, психрометре Ассмана) одинаковые ртутные термометры расположены в специальной никелированной оправе, защищающей их от повреждений и теплового излучения окружающих предметов, где обдуваются потоком исследуемого воздуха с постоянной скоростью около 2 м/с за счёт просасывания (аспирации) воздуха посредством механического или электрического вентилятора. Перед работой тканевую ленту влажного термометра смачивают дистиллированной водой из специальной пипетки с резиновой грушей; при продолжительных измерениях увлажнение периодически повторяют. Снимают показания сухого и влажного термометров и находят относительную влажность либо по психрометрической таблице, либо по психрометрическому графику или номограмме. Всемирная метеорологическая организация для вычисления относительной влажности воздуха по результатам замеров, выполненных с помощью психрометра Ассмана, рекомендует использовать следующую формулу, учитывающую влияние атмосферного давления:
{\displaystyle \varphi ={\frac {100}{P_{s}}}\left[P_{w}-0.000653\cdot \left(1+0.000944\cdot t_{w}\right)\cdot B\cdot \left(t-t_{w}\right)\right]}.
Выбор единиц измерения входящих в это выражение давлений {\displaystyle P_{s}} (давление насыщенного водяного пара при температуре сухого термометра {\displaystyle t}), {\displaystyle P_{w}} (давление насыщенного водяного пара при температуре влажного термометра {\displaystyle t_{w}}) и {\displaystyle B} (атмосферное давление) произволен; важно лишь, чтобы все три перечисленные выше величины были выражены в одних и тех же единицах.
При положительной температуре воздуха аспирационный психрометр — наиболее надёжный прибор для измерения температуры и влажности воздуха. В дистанционных психрометрах используют обычно термометры сопротивления как наиболее точные и стабильные.

## Галерея
- Аспирационный психрометр Ассмана
- Схема аспирационного психрометра Ассмана